# Волинська обласна бібліотека для юнацтва
Волинська обласна бібліотека для юнацтва — публічний спеціалізований заклад у сфері бібліотечно-інформаційного обслуговування молоді; консультаційний центр щодо забезпечення організації діяльності бібліотек Волинської області з питань роботи з юнацтвом, а також навчання бібліотечних працівників; координаційний центр щодо діяльності бібліотек різних систем та відомств по роботі з юнацтвом; центр формування, зберігання документально-інформаційних ресурсів творів друку та матеріалів на електронних носіях.

## Історія
Волинська обласна бібліотека для юнацтва створена рішенням виконавчого комітету Волинської обласної ради депутатів трудящих № 238 від 12. 08. 1977 року відповідно до постанови бюро обкому Компартії України від 03.09.74 р. «Про заходи по виконанню постанови ЦК КПРС „Про підвищення ролі бібліотек у комуністичному вихованні трудящих і науково-технічному прогресі“ та відповідної постанови ЦК Компартії України», рішення виконкому обласної Ради депутатів трудящих від 15.11.76 р. № 345 «Про план розвитку господарства області на 1977 рік» і з метою поліпшення бібліотечного обслуговування юнацтва. В грудні 1978 року після облаштування приміщення та формування фондів книгозбірня була відкрита для читачів.

### Перші бібліотекарі
Мах М.М., Шурма О. С., Демичева Г. І., Карченя Н. І., Васютинська Т. І., Мельник С. О., Куксо М. С., Рабинюк А. М., Вегера Л. М. та Ейсмонт Л. О.; 

### Формування фондів
На початку діяльності фонд бібліотеки нараховував 37 тисяч примірників. На придбання фонду виділили сімдесят тисяч карбованців. Перші книги отримані з резервних фондів книгозбірень Естонії, Литви, Латвії. У прибалтійських університетах придбали літературу з математики і фізики;

### Становлення та розвиток обслуговування
Бібліотека координує роботу з установами культурно-освітнього та педагогічного спрямування, громадськими та державними організаціями, які займаються проблемами молоді.
Бібліотека для юнацтва в соціальній інфраструктурі міста та області стала загальнодержавним комплексним бібліотечно-інформаційним, методичним та культурним центром, що сприяє піднесенню інтелектуального та освітнього рівня юнацтва. Для користувачів організовуються цікаві заходи, презентації книг, майстер-класи, які сприяють популяризації фондів, громадянському та національному становленню молоді.

## Інформація про будівлю
Бібліотека розміщена в приміщеннях частини будівель Келій монастиря Бернардинів — пам'ятки архітектури 17 століття національного значення (охоронний договір номер 76/2).

## Структура бібліотеки
У бібліотеці функціонують такі відділи:
- абонементу,
- читальних залів,
- культури та мистецтв,
- краєзнавчий,
- науково-методичний,
- інформаційно-бібліографічний,
- інформаційних технологій та електронних ресурсів,
- комплектування фондів та каталогізування документів,
- зберігання та реставрації бібліотечних фондів,
- господарсько-технічного забезпечення.

## Фонди
— загальний обсяг — 157 129 прим.
В тому числі:
- книг – 107 691 прим.
- періодичних видань (журналів, газет (назв) – 45 539 прим.
- аудіовізуальні матеріали	– 3 651
- електронні документи – 248

### Довідково-бібліографічний апарат
— система каталогів: абетковий службовий, абетковий читацький, систематичний, електронний. — картотеки: систематична картотека статей, краєзнавча картотека статей, тематичні картотеки: мистецтвознавча, сценаріїв, методико-бібліографічних матеріалів, форм роботи, пісень, ізоматеріалів, грамзаписів тощо. — електронні бази даних

### Бібліографічні бази даних
ББК, ключових слів, географічного, нормативно-правових актів, персоналій, мистецтвознавчого, краєзнавчого, образотворчих видань; тематичного художніх творів, сценаріїв, пісень, висловлювань та аудіовізуальних матеріалів. Бази даних формуються з 2008 року, на 1.01. 2017 року кількість записів становить — 344 723. — у тому числі наявність електронного каталогу (відомості про те, з якого року ведеться), його повнота (за який період включено документи)
Електронний каталог створюється з травня 2008 року на базі програмного забезпечення УФД/«Бібліотека». Проводиться штрихкодування всіх поточних надходжень. У 2015 році завершено ретроконверсію фонду.

## Основні напрями діяльності
- наукова та науково-методична діяльність:
- забезпечення функціонування єдиної системи методичного впливу на бібліотечно-інноваційне обслуговування користувачів юнацтва у регіоні;
- підвищення професійної компетентності бібліотекарів в роботі з юнацтвом;
- виявлення, аналіз, узагальнення та поширення передового досвіду роботи бібліотек з молоддю;
- вивчення інновацій та запровадження їх у діяльності бібліотек;
- надання консультацій, практична допомога з питань обслуговування юнацтва;
- підготовка методичних матеріалів, зорієнтованих на забезпечення освітньо-виховного процесу.

### Найвагоміші здобутки
- В 1998 році бібліотека отримала грант на забезпечення проекту «Підключення до мережі Інтернет» від фонду «Відродження» в сумі 2600 у.о. Був укладений договір про співробітництво з Радою Міжнародних Наукових Досліджень та Обмінів (IREX).
- В 2002 році за підтримки Держдепартаменту США згідно програми IREX/ІАТР бібліотека розширила свої інформаційні можливості, був підтриманий проект по створенню Інтернет-центру, отримано 10 комп'ютерів.
- В 2002 році в рамках реалізації програми «Допомогти дитині-інваліду» отримано грант від обласного управління у справах сім'ї та молоді на придбання партії озвучених книг для Луцького виробничого підприємства УТОС.
- У 2003 році створено вебсайт бібліотеки.
- У 2008 році розпочато автоматизацію бібліотечних процесів з використанням програми «УФД/Бібліотека».
- В 2013 році бібліотека переможець IV раунду конкурсу програми «Бібліоміст», відкрито Пункт безкоштовного доступу до Інтернет.
- В 2013—2014 роках бібліотека отримала доступ до програми «English 1 2 3».
- В 2015 році — «КІНОКЛУБ DOCUDAYS UA В БІБЛІОТЕЦІ» (переможці другого етапу конкурсного відбору) з перегляду та обговорення фільмів правозахисної тематики в стінах бібліотеки
- В 2016 році — «Все про Європу: читай, слухай, дізнавайся в пунктах європейської інформації в бібліотеках» за підтримки Європейського Союзу (програма «Еразмус +») та УБА з надання доступу до інформаційних ресурсів з питань європейської інтеграції.

### Програми й проекти бібліотеки
- Бібліотека і освіта: успіх у взаємодії;
- Літературні зустрічі;
- Літературні читання;
- Історичні фрески;
- Творимо милосердя разом…;
- З гостинцями до дитини;
- Творчість заради життя;
- Жива бібліотека;
- Моя нова поліція;
- Дружній бібліотечний простір;
- Мульттерапія;
- Україна починається з мене тощо.